# Campeonato Paraense de Futebol de 1991
O Campeonato Paraense de Futebol de 1991 foi a 79º edição da divisão principal do campeonato estadual do Pará. O campeão foi o Remo que conquistou seu 32º título na história da competição. O Tuna Luso foi o vice-campeão. Os artilheiros do campeonato foram Almir, jogador do Izabelense e Dentão do Remo, com 14 gols marcados.

## Participantes
| Equipe          | Cidade               | Títulos (mais recente) | Part. |
| --------------- | -------------------- | ---------------------- | ----- |
| Independente-PA | Belém                | 0 (não possui)         | 5     |
| Izabelense      | Santa Izabel do Pará | 0 (não possui)         | 12    |
| Paysandu        | Belém                | 35 (1987)              | 75    |
| Pinheirense     | Belém                | 0 (não possui)         | 15    |
| Remo            | Belém                | 31 (1990)              | 75    |
| Santa Rosa      | Belém                | 0 (não possui)         | 9     |
| Sport Belém     | Belém                | 0 (não possui)         | 24    |
| Tiradentes-PA   | Belém                | 0 (não possui)         | 18    |
| Tuna Luso       | Belém                | 10 (1988)              | 57    |

## Regulamento
- Os 4 primeiros passam ao Quadrangular do Turno;
- O 1º colocado da 1ª fase leva 2 pontos extras como bonificação para a disputa do quadrangular final
- O vice leva 1 ponto extra como bonificação para a disputa do quadrangular final
- O campeão do 1º turno enfrentará o campeão do 2º turno para definir o campeão estadual
- Caso a mesma equipe conquiste o título nos 2 turnos então o mesmo será declarado campeão

## Premiação
| Campeonato Paraense de 1991  |
| Belém                        |
| ---------------------------- |
| Remo Tricampeão (32º título) |